# Práticas de Pesquisa Questionáveis
Práticas de Pesquisa Questionáveis, do inglês Questionable Research Practices (QRPs)  são práticas adotadas por pesquisadores que podem prejudicar a validade dos resultados encontrados, tais como não relatar todas as variáveis dependentes; continuar coletando dados extras até que os resultados estatísticos se tornem significativos; excluir dados que reduzem o valor {\displaystyle p} da estatística de teste ou arredondar os valores de {\displaystyle p}; omitir novos resultados que colocariam em xeque descobertas anteriores, fabricar, falsificar ou adulterar dados que favoreçam suas publicações; não compartilhar as fontes; entre outras. A prática de usar QRPs com o objetivo de obter um efeito estatisticamente significativo é referida como "p-hacking".
Uma revisão sistemática apontou que cerca de 34% dos pesquisadores estrangeiros admitem já ter usado práticas de pesquisa questionáveis e 72% disseram já ter testemunhado algum outro pesquisador adotando tais práticas. A pressão por novas publicações ou produção continua de artigos científicos foi apontada como a principal explicação para a adoção destas práticas.